# Tania Martínez Portugal
Tania Martínez Portugal (Echévarri, 1983) es una politóloga, profesora universitaria e investigadora feminista española. Es conocida por su análisis de la violencia sexista en los movimientos sociales del País Vasco.

## Trayectoria
Es licenciada en Ciencias Políticas y de la Administración y doctora en Estudios Feministas y de Género por la Universidad del País Vasco (UPV/EHU). Con su tesis internacional “Narrativas de mujeres activistas sobre violencia sexista en las comunidades activistas del País Vasco”, dirigida por Marta Luxán Serrano, obtuvo la calificación cum laude. Además, cursó el Master de Investigación en Globalización y Desarrollo, con la especialidad de Desarrollo Local y Sostenible en el Instituto de investigación Hegoa (UPV/EHU).
Comenzó su carrera fuera de la academia investigando la vulneración de los Derechos sociales y ambientales por parte de las empresas transnacionales.
Ha impartido formación, coordinado y realizado numerosas charlas de divulgación para diversas organizaciones y colectivos sociales y políticos.
Compagina su trabajo como docente universitaria en el Departamento de Economía Aplicada de la UPV/EHU con colaboraciones con diversas entidades sociales en calidad de investigadora externa experta en género. Forma parte del Instituto de investigación Hegoa (UPV/EHU) como Personal Docente Investigador (PDI) y miembro del Grupo Interno de Género (GIG).
También ha colaborado como columnista ocasional para el periódico Berria.

## Líneas de investigación
Sus principales líneas de interés e investigación son las violencias de género, las epistemologías críticas y la docencia en clave feminista.
Sus estudios sobre la violencia sexista en entornos activistas de izquierda concluye que, "a pesar de la heterogeneidad de las mismas y el riesgo de generalización,  las comunidades activistas del País Vasco constituyen espacios en los que la violencia sexista se reproduce y legitima, dada la persistencia de las mismas lógicas que posibilitan la violencia y su justificación en cualquier otro contexto social y cultural". Y señala ciertas especificidades de la violencia en estos contextos: "Aquellas relacionadas con la negación del sexismo y la violencia sexista, la jerarquización de las luchas, o la subjetividad feminista de las activistas, la cual se ve reforzada tras atravesar un proceso de aprendizaje y empoderamiento a partir de su experiencia violenta".
Ha participado en proyectos universitarios relacionados con la Gobernanza local y Evaluación de Políticas y normativa pública.

## Premios y reconocimientos
Ganó una beca Emakunde de investigación en 2016, que le permitió publicar el estudio “Transformando imaginarios sobre violencia sexista en el País Vasco. Narrativas de mujeres activistas”, que después desarrolló como tesis doctoral.